# 오즈 그레이트 앤드 파워풀
《오즈 그레이트 앤드 파워풀》(영어: Oz the Great and Powerful)은 2013년 개봉된 샘 레이미 감독의 판타지 영화이다. 1939년 영화 《오즈의 마법사》의 전날 담으로 젊은 날의 오즈가 그려진다.

## 줄거리
1905년 캔자스에서 마술사이자 사기꾼인 오스카 딕스는 유랑 서커스에서 일하다가 아내와 시시덕거리는 것을 발견한 강자 블라드에게 위협받는다. 그는 열기구를 타고 도망치지만 토네이도에 휘말려 오즈의 대륙으로 떨어진다. 도착하자마자 그는 순진한 마녀 테오도라를 만나는데, 그녀는 오스카가 이전 왕을 죽인 "사악한 마녀"를 물리쳐 오즈의 왕이 될 것이라는 예언된 마법사라고 믿는다. 오스카는 부유한 군주가 되고 싶어서 그 역할을 받아들인다. 에메랄드 시티로 가는 길에 테오도라는 오스카에게 사랑에 빠지지만, 그는 그녀의 감정을 돌려주지 않는다. 그들은 날아다니는 원숭이 핀리를 만나는데, 오스카가 그를 사자로부터 구해내자 핀리는 오스카에게 목숨을 바치겠다고 맹세한다. 또한 오스카가 농담 삼아 "심술쟁이"라고 별명을 붙인 심술궂은 먼치킨 전령 너크도 만난다. 오스카는 핀리에게 자신의 기만을 밝히고 자신이 마법사라는 생각을 유지하도록 강요한다.
에메랄드 시티에서 테오도라의 언니인 에바노라는 오스카에게 사악한 마녀가 어두운 숲에 살고 있으며, 그녀의 지팡이를 파괴하면 물리칠 수 있다고 말한다. 가는 길에 오스카와 핀리는 사악한 마녀에게 마을과 가족을 잃은 고아 도자기 인형과 친구가 된다. 도착하자마자 일행은 이른바 "사악한 마녀"가 사실은 죽은 왕의 딸인 착한 마녀 글린다이고, 에바노라가 진짜 사악한 마녀라는 것을 알게 된다. 수정구슬을 통해 오스카와 글린다의 로맨스를 지켜본 에바노라는 테오도라에게 오스카가 세 마녀 모두에게 구애하려 한다고 오해하게 만든 다음, 마법에 걸린 사과를 건네며 한 입 베어 물면 가슴앓이가 사라질 것이라고 주장한다. 그를 죽일 힘을 주려던 사과는 그녀의 심장을 찢고 그녀를 사악하고 끔찍한 녹색 피부의 생물로 변모시킨다.
글린다는 오스카 일행을 자신의 영지로 데려가 에바노라의 윙키족과 날아다니는 개코원숭이 군대를 피한다. 그녀는 오스카에게 자신이 마법사가 아니라는 것을 알지만 여전히 에바노라를 막는 데 도움이 될 수 있다고 믿는다고 털어놓는다. 그는 마지못해 쿼들링족, 팅커족, 먼치킨족의 "군대"를 지휘하지만, 테오도라가 도착하여 군중에게 새로운 모습을 선보이며 에메랄드 시티의 잘 준비된 군대로 오스카와 그의 동맹들을 죽이겠다고 위협한다. 처음에는 낙담했던 오스카는 차이나 걸에게 자신의 영웅인 토머스 에디슨에 대해 이야기한다. 영감을 받은 그는 무대 환상에 의존하는 계획을 구상한다.
글린다와 그녀의 백성들은 짙은 안개에 가려진 기계 허수아비 인형의 도르래 장치 군대를 활용하여 사악한 마녀들의 주의를 끈다. 대부분의 날아다니는 개코원숭이들은 인형들에게 이끌려 양귀비 밭으로 들어가 잠이 들지만, 의식을 가진 두 마리의 개코원숭이가 글린다를 붙잡아 그녀의 지팡이를 떨어뜨리게 하고, 차이나 걸이 그것을 회수한다. 한편, 오스카는 동맹들과 함께 에메랄드 시티에 침투하지만, 금이 가득 실린 열기구를 타고 그들을 버리는 것처럼 보인다. 테오도라는 불덩이로 그것을 파괴한다. 사악한 마녀들이 도시 한가운데서 글린다를 죽이려 할 때, 자신의 배신과 죽음을 위장했던 오스카는 다시 나타나 숨겨진 안개 분사기와 영상 투영기를 사용하여 "진정한" 실체 없는 형태인 자신의 얼굴의 거대한 이미지를 선보이고 불꽃놀이로 그들을 위협한다. 에바노라는 성 안으로 후퇴하고 테오도라는 빗자루를 타고 도망치며 "무적의" 마법사를 해칠 수 없었다. 오스카는 잠시 테오도라를 멈춰 세우고 악함을 극복하면 돌아오라고 권유하지만, 그녀는 격렬하게 거절하고 서쪽으로 광적으로 웃으며 날아가 오스카를 슬프게 한다. 차이나 걸이 지팡이로 구속에서 그녀를 풀어준 후, 글린다는 에바노라의 에메랄드 목걸이를 파괴하여 에바노라의 진정한 추악한 모습을 드러냄으로써 에바노라와의 결투에서 승리한다. 그녀는 에바노라를 에메랄드 시티에서 영구히 추방하고, 여전히 의식을 가진 두 마리의 날아다니는 개코원숭이가 에바노라를 붙잡아 동쪽으로 안전하게 데려간다.
이제 오즈의 사실상 통치자가 된 오스카는 자신의 투영기를 활용하여 강력한 마법사라는 환상을 유지하기로 결심한다. 그의 기계를 만드는 데 도움을 준 오즈 저항군의 주요 지도자 중 한 명인 마스터 팅커는 오스카의 잭나이프를 받고, 너크는 미소가 그려진 참신한 가면을 받는다. 오랫동안 고생한 핀리는 오스카의 중절모를 받고, 차이나 걸은 친구들을 새로운 가족으로 받아들인다. 투영기 커튼 뒤에서 오스카는 글린다에게 자신의 삶과 성격을 깊이 변화시켜 준 것에 대해 감사하며 입을 맞춘다.

## 한국판 성우진(KBS)
- 김승준 - 오즈(제임스 프랭코)
- 최덕희 - 시오도라(밀라 쿠니스)
- 강희선 - 에바노라(레이첼 와이즈)
- 배정미 - 글린다 / 오스카의 애인(미셸 윌리엄스)
- 남도형 - 핀리 / 프랭크(잭 브라프)
- 류다무현 - 마스터(빌 콥스) / 서커스 단원(팀 홈즈)
- 박지윤 - 도자기 인형 / 휠체어 소녀(조이 킹)
- 서문석 - 로크(토니 콕스) / 관람객(존 만프레디)
- 사성웅 - 서커스 단원(브라이언 설) / 관람객(로버트 스트롬버그)
- 이희탁 - 오즈의 세계 사람(댄 넬슨)
- 박상훈 - 휠체어 소녀의 아빠(랄프 리스터)
- 강규리 - 휠체어 소녀의 엄마(섀넌 머레이) / 서커스 단원(토니 윈)
- 명금영 - 서커스 단원(애비게일 스펜서) / 오즈의 세계 사람(줄리 게쉔슨)